# Anastassija Wiktorowna Subbotina
Anastassija Wiktorowna Subbotina (russisch Анастасия Викторовна Субботина, wiss. Transliteration Anastasija Viktorovna Subbotina; geboren am 28. Juni 2004) ist eine russische Skispringerin.

## Werdegang
Anastassija Subbotina trat ab 2019 bei ersten internationalen Wettbewerben der Fédération Internationale de Ski, unter anderem im FIS Cup, in Erscheinung. Am 25. Januar 2020 gab sie im norwegischen Rena mit einem 21. Platz ihr Debüt im Skisprung-Continental-Cup der Saison 2019/20, womit sie sogleich erste Wertungspunkte erreichte.
Etwas mehr als ein Jahr später nahm Subbotina an den Nordischen Junioren-Skiweltmeisterschaften 2021 im finnischen Lahti teil. Dort sprang sie im Einzelwettkampf von der Normalschanze auf den 18. Platz. Im Teamwettbewerb gewann sie gemeinsam mit Anna Schpynjowa, Alexandra Baranzewa und Irma Machinja die Silbermedaille.
Im März 2021 versuchte sie sich zum Ende der Saison 2020/21 erstmals an der Qualifikation für einen Wettbewerb im Skisprung-Weltcup, die sie jedoch verpasste. Bei den russischen Meisterschaften im Skispringen 2021 in Krasnaja Poljana wurde sie im Team mit Anna Schpynjowa, Marija Jakowlewa und Sofja Tichonowa russische Meisterin.
Im Sommer 2021 debütierte sie in Tschaikowski mit einem 38. Platz im Skisprung-Grand-Prix. Am darauffolgenden Tag erreichte sie als 27. erste Grand-Prix-Punkte. Im Sommer-Continental-Cup hatte sie zuvor im finnischen Kuopio mit einem achten und einem sechsten Rang ihre beiden ersten Platzierungen unter den zehn Bestplatzierten erzielt.

## Statistik

### Grand-Prix-Platzierungen
| Saison | Platz | Punkte |
| ------ | ----- | ------ |
| 2021   | 053.  | 0004   |

### Continental-Cup-Platzierungen
| Saison  | Sommer | Sommer | Winter | Winter | Gesamt | Gesamt |
| Saison  | Platz  | Punkte | Platz  | Punkte | Platz  | Punkte |
| ------- | ------ | ------ | ------ | ------ | ------ | ------ |
| 2019/20 | —      | —      | 037.   | 0026   | 080.   | 0026   |
| 2020/21 | —      | —      | 026.   | 0012   | 026.   | 0012   |